# Классический рок
Классический рок (англ. Classic rock) — формат вещания, который развился в США из формата альбомно-ориентированного рока (AOR) в начале 1980-х годов. В США формат классического рока включает рок-музыку, как правило, с середины 1960-х до середины 1990-х годов, в основном ориентируясь на коммерчески успешный блюз-рок и хард-рок, популяризированные в формате AOR 1970-х годов. К концу 1990-х формат радио становился все более популярным среди поколения бэби-бумеров.
Хотя классический рок в основном привлекал взрослых слушателей, музыка, связанная с этим форматом, получила большее распространение среди молодых слушателей благодаря наличию Интернета и цифровой загрузки. Некоторые станции классического рока также играют ограниченное количество новой музыки, которая стилистически соответствуют звучанию станции, или «классических» групп, которые все ещё активны и выпускают новую музыку.
Концептуально классический рок был проанализирован учёными как попытка критиков, средств массовой информации и музыкальных учреждений канонизировать рок-музыку и превратить западную культуру 1960-х годов в товар для аудитории, живущей в пост-бэби-бумерской экономике. Музыка, преимущественно выбранная для формата, была определена как коммерчески успешные песни белых мужчин из англосферы, выражающие ценности романтизма, самовозвеличивания и политически нетребовательных идеологий. Он был связан с эпохой альбомов (1960—2000-е годы), особенно с ранней поп/рок-музыкой того периода.

## История
Формат классического рока развился из радиостанций AOR, которые пытались обратиться к более старшей аудитории, включая знакомые песни прошлого с текущими хитами. В 1980 году радиостанция AOR M105 в Кливленде начала позиционировать себя как «Классический рок Кливленда», вещая рок-музыку с середины 1960-х по настоящее время. Точно так же WMET назвал себя «Классическим роком Чикаго» в 1981 году. В 1982 году консультант по радио Ли Абрамс разработал формат «Timeless Rock», который объединил современный AOR с рок-хитами 1960-х и 1970-х годов.
KRBE, AM-станция в Хьюстоне, была ранней радиостанцией в формате классического рока. В 1983 году программный директор Пол Кристи разработал формат, в котором звучал только рок из ранних альбомов 1960-х и начала 1970-х годов, без современной музыки или каких-либо названий из поп-музыки или танцевальной части Top 40. Другой AM-радиостанцией, транслирующей классический рок, начиная с 1983 года, была KRQX в Далласе — Форт-Уэрте. У KRQX был тот же владелец, что и у альбомной рок-станции 97.9 KZEW. Менеджмент увидел преимущество в том, что FM-радиостанция привлекательна для более молодых поклонников рока, а AM-радиостанция — для тех, кто постарше. Рейтинги обеих станций можно было сложить вместе, чтобы привлечь внимание рекламодателей. Классический рок вскоре стал широко используемым дескриптором формата и стал широко используемым термином среди широкой публики для обозначения рок-музыки из ранних альбомов.
В середине 1980-х широкое распространение формата последовало за успехом Jacobs Media (Фред Джейкобс) на WCXR в Вашингтоне, округ Колумбия, и успехом Эдинборо Рэнда (Гэри Гатри) на WZLX в Бостоне. Вместе с Гатри и Джейкобсом в течение следующих нескольких лет они преобразовали более 40 крупных рыночных радиостанций в свой индивидуальный бренд классического рока.
Ким Фриман из журнала Billboard утверждает, что «хотя истоки классического рока можно проследить ещё раньше, годом его рождения обычно называют 1986 год». К 1986 году успех формата привел к тому, что 60-80 % музыки, исполняемой на альбомных рок-станциях, составляли старые произведения. Хотя он начинался как нишевый формат, отпочковавшийся от AOR, к 2001 году классический рок превзошёл альбомный рок по доле рынка на национальном уровне.
В середине 1980-х формат классического рока был в основном адаптирован для взрослых мужчин в возрасте 25-34 лет, которые оставались самой большой демографической группой до середины 1990-х. По мере того, как аудитория формата старела, его демографические данные смещались в сторону более старших возрастных групп. К 2006 году возрастная группа 35-44 лет была самой большой аудиторией формата, а к 2014 году самой большой была демографическая группа 45-54 лет.

## Содержание
Обычно станции классического рока играют рок-песни с середины 1960-х по 1980-е годы и начали добавлять музыку 1990-х годов в начале 2010-х. Недавно появился «новый классический рок» под лозунгом следующего поколения классического рока. Такие станции, как WLLZ в Детройте, WBOS в Бостоне, WKQQ в Лексингтоне и WXZX в Колумбусе, транслируют музыку, в которой больше внимания уделяется более жёсткому классическому року 1980—2000-х годов. В начале 2000-х годов произошло возрождение старой моды на классический рок. В период расцвета классического рок-радио в 1970-х и 1980-х годах, когда оно было мейнстримом, а радио было основной формой доступа к музыке, классический рок достиг ушей каждого человека. Классический рок не вытеснит нынешний стиль хип-хоп/поп, но подростки специально настроены на то, чтобы привнести классический рок в свою музыкальную ротацию. Пик классического рока в 1980-х годах пошёл на убыль в 1990-е и вернулся к стриминговым платформам и интернет-источникам.
Некоторые из артистов, которые широко представлены на радиостанциях в формате классического рока, это: The Beatles, Pink Floyd, Aerosmith, AC/DC, Брюс Спрингстин,Status Quo, Def Leppard, Fleetwood Mac, Билли Джоэл, Элтон Джон, Эрик Клэптон, The Who, Van Halen, Rush, Black Sabbath, U2, Guns N' Roses, Lynyrd Skynyrd, The Eagles, The Doors, Styx, Queen, Led Zeppelin, и Джими Хендрикс.
В статье Rolling Stone 2006 года отмечалось, что подростки неожиданно заинтересовались классическим роком, и предполагалось, что интерес к более старым группам может быть связан с отсутствием каких-либо новых доминирующих звуков в рок-музыке с момента появления гранжа.

## Анализ и критика
Радиопрограммы классического рока в основном играют «проверенные» хиты из прошлого, основываясь на их «высокой узнаваемости и идентификации слушателями», — говорит академик в области СМИ Рой Шукер, который также идентифицирует белых рок-артистов мужского пола начиная с эры битловского Sgt. Pepper до конца 1970-х годов в центре внимания в их плейлистах. Как отмечает Кэтрин Стронг, классические рок-песни обычно исполняются белыми мужчинами из США или Великобритании, «имеют размер 4/4, очень редко превышающий временной лимит в четыре минуты, сочиняются самими музыкантами, поются на английском языке, исполняются „классической“ рок-формацией (барабаны, бас, гитара, клавишные инструменты) и были выпущены на крупном лейбле после 1964 года». Классический рок также был связан с эпохой альбомов (1960-е — 2000-е годы) писателями Бобом Лефсетцем и Мэтью Рестоллом, которые говорят, что этот термин представляет собой синоним «виртуозного поп/рока» первых десятилетий эпохи.
Музыковед Джон Стрэттон прослеживает происхождение формата до появления канона классического рока. Этот канон частично возник из музыкальной журналистики и списков, ранжирующих определённые альбомы и песни, которые впоследствии закрепляются в коллективной и общественной памяти. Роберт Кристгау говорит, что концепция классического рока превратила рок-музыку в «миф о роке как об искусстве, выдержавшем испытание временем». Он также считает неизбежным, что некоторые рок-исполнители будут канонизированы критиками, крупными СМИ и музыкальными учреждениями, такими как Зал славы рок-н-ролла. В 2018 году Стивен Хайден вспоминает, как появление классического рока как вневременной музыки отличало его от «нигилистической по своей сути» поп-музыки, которую он впервые слушал по радио подростком в начале 1990-х. «Казалось, что это существовало вечно», — пишет он о формате классического рока. «Он был там задолго до моего рождения, и я был уверен, что он останется и после того, как меня не станет».
С политической точки зрения, образ мышления, лежащий в основе классического рока, Кристгау считает регрессивным. Он говорит, что музыка в этом формате отказалась от иронической чувствительности в пользу неинтеллектуальной, традиционной эстетики, уходящей корнями в романтизм викторианской эпохи, при этом преуменьшая значение более радикальных аспектов контркультуры 1960-х, таких как политика, раса, афроамериканская музыка и поп-музыка как искусство. «Хотя классический рок черпает своё вдохновение и большинство своих героев из 60-х, это, конечно, конструкция 70-х», — пишет он в 1991 году для журнала Details. «Это было изобретено радиоведущими в стиле препанк/преддиско, которые знали, что прежде чем они смогут полностью превратить культуру 60-х в товар, им придется её переработать, то есть выборочно исказить, чтобы она никому не угрожала… В официальном рок-пантеоне Doors и Led Zeppelin — великие исполнители, Чак Берри и Литтл Ричард — примитивные праотцы, а Джеймс Браун и Слай Стоун — нечто иное».
Что касается отношения экономики к подъёму классического рока, Кристгау считает, что социально-экономическая безопасность и снижение коллективного сознания нового поколения слушателей в 1970-х годах, которые пришли на смену року в ранние годы во время экономического процветания бэби-бумеров в США, были поставлены под угрозу: «Недаром классический рок увенчал мистагогический обывательский эскапизм the Doors и манию величия, бьющую в грудь, у Led Zep. Риторическое самовозвеличивание, не предъявляющее никаких требований к повседневной жизни, было как раз тем, к чему призывало время». Шукер объясняет появление радио классического рока отчасти «потребительской способностью стареющих послевоенных „бэби-бумеров“ и привлекательностью этой группы для радиорекламодателей». По его мнению, классический рок также породил идеологию рок-музыки и обсуждение музыки, которая была «сильно гендерной», прославляя «мужскую гомосоциальную парадигму музыкальности», которая «продолжала доминировать в последующем дискурсе, не только вокруг рок-музыки, но и популярной музыки в целом».